# Freddy Bahamondes
Freddy Hernán Bahamondes Jiménez (Maipo, 24 de noviembre de 1955 - Valparaíso, 17 de febrero de 2018) fue un futbolista chileno, que jugaba de volante creativo.

## Trayectoria
Formado en las divisiones inferiores de Unión Española. En 1975 fue nominado a la selección sub-19 que participó en el Sudamericano de Perú, alcanzando el vicecampeonato de ese torneo. En 1980, fue figura fundamental en el San Luis de Quillota que ganó la Copa Polla Gol de Segunda División, y que ganó el ascenso esa misma temporada.

## Clubes
| Club               | País  | Año       |
| ------------------ | ----- | --------- |
| Deportes Linares   | Chile | 1975      |
| Naval              | Chile | 1977      |
| San Luis           | Chile | 1978-1983 |
| Ñublense           | Chile | 1984      |
| Santiago Wanderers | Chile | 1987      |
| Magallanes         | Chile | 1988-1989 |